# Geweldsmonopolie
Een geweldsmonopolie is het alleenrecht van de staat om fysiek geweld en dwang te gebruiken. Het geweldsmonopolie is volgens de Duitse socioloog Max Weber een van de definiërende kenmerken van een soevereine staat.
| Fundamenteel principe                         | Legitieme geweldstheorie                       | Geweldsmonopolie                         |
| --------------------------------------------- | ---------------------------------------------- | ---------------------------------------- |
| wet van hoogste prioriteit                    | non-agressieprincipe, non-initiatie van geweld | (Grond)wet, en rechtersrecht             |
| sociaal contract                              | (grond)wet, etc zolang staat niet agresseert   | onvoorwaardelijk de Grond(wet), etc, etc |
| fundament van internationaal recht            | legitieme geweldstheorie                       | rechtmatige oorlogstheorie               |
| hoogste gerechtshof (geschillen met de staat) | niet vereist indien decentraal                 | Raad van State (Nederland)               |
| eigenrichting                                 | mogelijk, erkenning naar omstandigheden        | Staat t.o.v. onderdanen                  |
| analoge politieke systemen                    | anarchokapitalisme, anarchie van staten        | ancien régime, feodalisme                |
| recht van opstand                             | indien staat agresseert                        | bestaat niet                             |

## Theorie van Weber
Weber definieert een staat als een menselijke gemeenschap die (met succes) het monopolie claimt van het legitieme gebruik van fysieke kracht binnen een bepaald gebied. Staten verbieden in principe het gebruik van geweld door hun burgers en ingezetenen, en plaatsen het recht om geweld toe te passen bij instituten als de politie en de krijgsmacht, om de orde te handhaven. Met andere woorden, volgens Weber is de staat een organisatie die er in slaagt het exclusieve recht te behouden om fysiek geweld te gebruiken, ermee te dreigen of te autoriseren aan inwoners van zijn grondgebied. Een dergelijk monopolie moet volgens Weber via een legitimatieproces plaatsvinden. Het vermogen om dit monopolie te handhaven is een belangrijke maat voor de legitimiteit en stabiliteit van een staat.
Belangrijk in de theorie van Weber is dat de staat ook andere organisaties of individuen de bevoegdheid kan geven om geweld te gebruiken. Zo noemt hij als voorbeeld het feodalisme, waar private oorlogsvoering was toegestaan onder bepaalde condities. De staat bestaat waar een autoriteit op een legitieme manier geweld kan autoriseren. Ook individuele zelfbescherming is bijvoorbeeld toegestaan.
Er kwam echter ook kritiek op de theorie van Max Weber, onder andere van Robert Hinrichs Bates. Bates stelt dat de staat een geweldsuitbraak tussen burgers niet kan voorkomen. Slechts de mensen zelf hebben de macht om te zorgen dat orde en onderlinge harmonie standhouden. Tegen Bates kan worden ingebracht dat in staatloze samenlevingen slechts een beperkt welzijnsniveau kan worden bereikt. Alleen een zeker niveau van dwang of geweld kan de veiligheid binnen een complexere samenleving waarborgen. Zonder te investeren in troepen, politie of een ander handhavingsmechanisme, kan een samenleving niet genieten van de wet en orde (rechtsorde) (en daarmee welvaart), die een samenleving in meer ontwikkelde staten kenmerkt.

## Andere theorieën
Een voorloper van het begrip geweldsmonopolie is ook al terug te vinden in de filosofie van Thomas Hobbes. Daartoe aangezet door de verschrikkingen van de Engelse Burgeroorlog (1639–1651), pleitte Hobbes voor een absolute heerser die als enige geweld zou mogen gebruiken, om een oorlog van allen tegen allen te voorkomen. De absolute heerser mocht alleen afgezet worden als deze niet in staat was de rechtsorde te handhaven.
Weber kreeg navolging van onder meer Norbert Elias, die vaststelde dat in de sociogenese (ontstaan en ontwikkeling van een maatschappij, op den duur leidend tot staat- en natie-vorming) er (vanuit zelfdwang) een toenemende neiging bestaat tot samenwerking tussen mensen, en tot het beheersen van de onderlinge spanningen. Daarbij is het de staat die uiteindelijk als enige mag optreden bij conflicten en, indien nodig, als enige geweld mag gebruiken om deze te beslechten (verbod op eigenrichting). Dit komt het welbevinden binnen een samenleving ten goede.